# Манзей, Константин Николаевич
Константин Николаевич Манзей (22 мая (3 июня) 1821 — 4 (17) января 1905) — военачальник русской императорской армии: генерал-адъютант (19 февраля 1875), генерал от кавалерии (30 августа 1885). Известен также как военный историк, составитель «Истории лейб-гвардии Гусарского Его Величества полка» в четырёх томах (СПб, 1859).

## Биография
Сын генерал-майора Николая Логгиновича Манзея (1784—1862) от брака его с Софьей Сергеевной Яковлевой, внучкой знаменитого богача С. Я. Яковлева.  Отцу его принадлежало в Вышневолоцком уезде имение Боровно. Двоюродный брат министра финансов Александра Абазы. Сестра его Елизавета (1824—1860) была замужем за нижегородским губернатором А. А. Одинцовым.

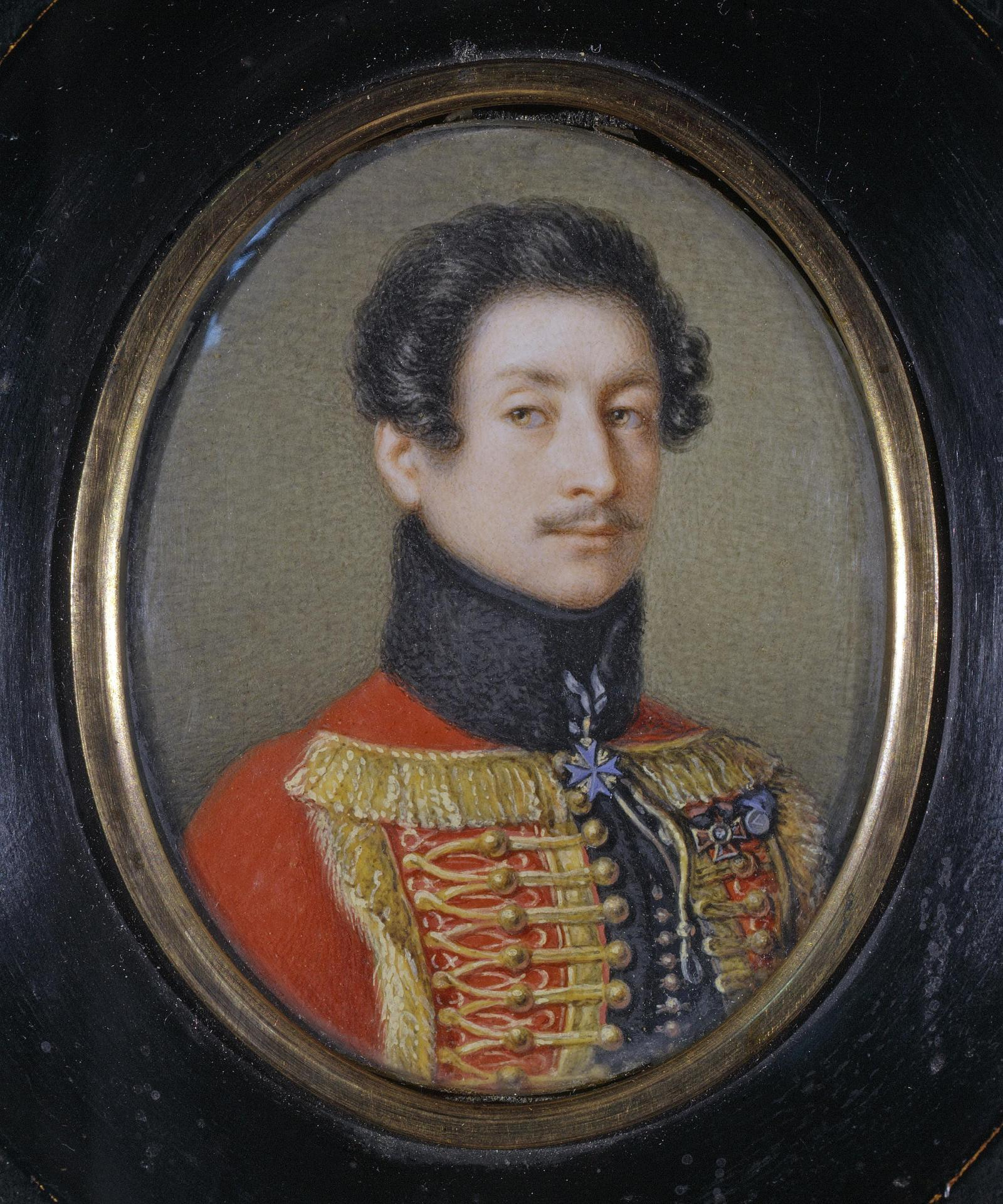
Николай Логгинович Манзей, отец генерала

Образование получил в Пажеском корпусе. Начал службу 17 мая 1840 в гусарском короля Вюртембергского полку и 8 августа 1840 получил первый офицерский чин. 10 октября 1843 получил чин поручика, и в 1844 был переведён в лейб-гвардии гусарский Его Величества полк: с 7 апреля 1846 — штаб-ротмистр, с 23 апреля 1850 — ротмистр, в полку командовал эскадроном (1851-56) и дивизионом (1856-59).
15 апреля 1856 произведён в полковники, 6 ноября 1859 назначен флигель-адъютантом к Его Императорскому Величеству; 30 августа 1861 года произведён в генерал-майоры с назначением в Свиту Его Императорского Величества. 5 октября 1862 получил в командование лейб-гвардии Конно-гренадерский полк.
16 апреля 1869 назначен командующим 4-й кавалерийской дивизией; 28 марта 1871 произведён в генерал-лейтенанты с утверждением в должности.
19 февраля 1875 года назначен генерал-адъютантом и в том же году 27 июля стал начальником 7-й кавалерийской дивизии, с которой и принял участие в войне с Турцией 1877—1878 гг. и за боевые отличия награждён орденом Белого Орла с мечами и золотой саблей с бриллиантами и надписью «За храбрость».
2 марта 1878 Манзей был назначен командиром 13-го армейского корпуса, 9 апреля 1889 — командиром Гренадерского корпуса (Москва) и в том же году, 11 августа, перемещён на должность командира Гвардейского корпуса (Санкт-Петербург). 29 марта 1897 уволен от должности.
Среди прочих наград Манзей имел ордена св. Станислава 1-й степени (1865 г.), св. Анны 1-й степени (1867 г., императорская корона к этому ордену пожалована в 1870 г.), св. Владимира 2-й степени (1872 г.), св. Александра Невского (1882 г.), св. Владимира 1-й степени (1894 г.).
Скончался 4 (17) января 1905 года в Москве в возрасте 83-х лет (гнойное воспаление мочевого пузыря и почек), отпевался в церкви Вознесения на Царицынской улице Никитского сорока Москвы, тело было перевезено и погребено 7 января 1905 года на приходском кладбище села Берёзка Вышневолоцкого уезда Тверской губернии. Не имея потомства, передал фамилию Манзей своему племяннику Сергею Михайловичу Волкову (род. 1896).

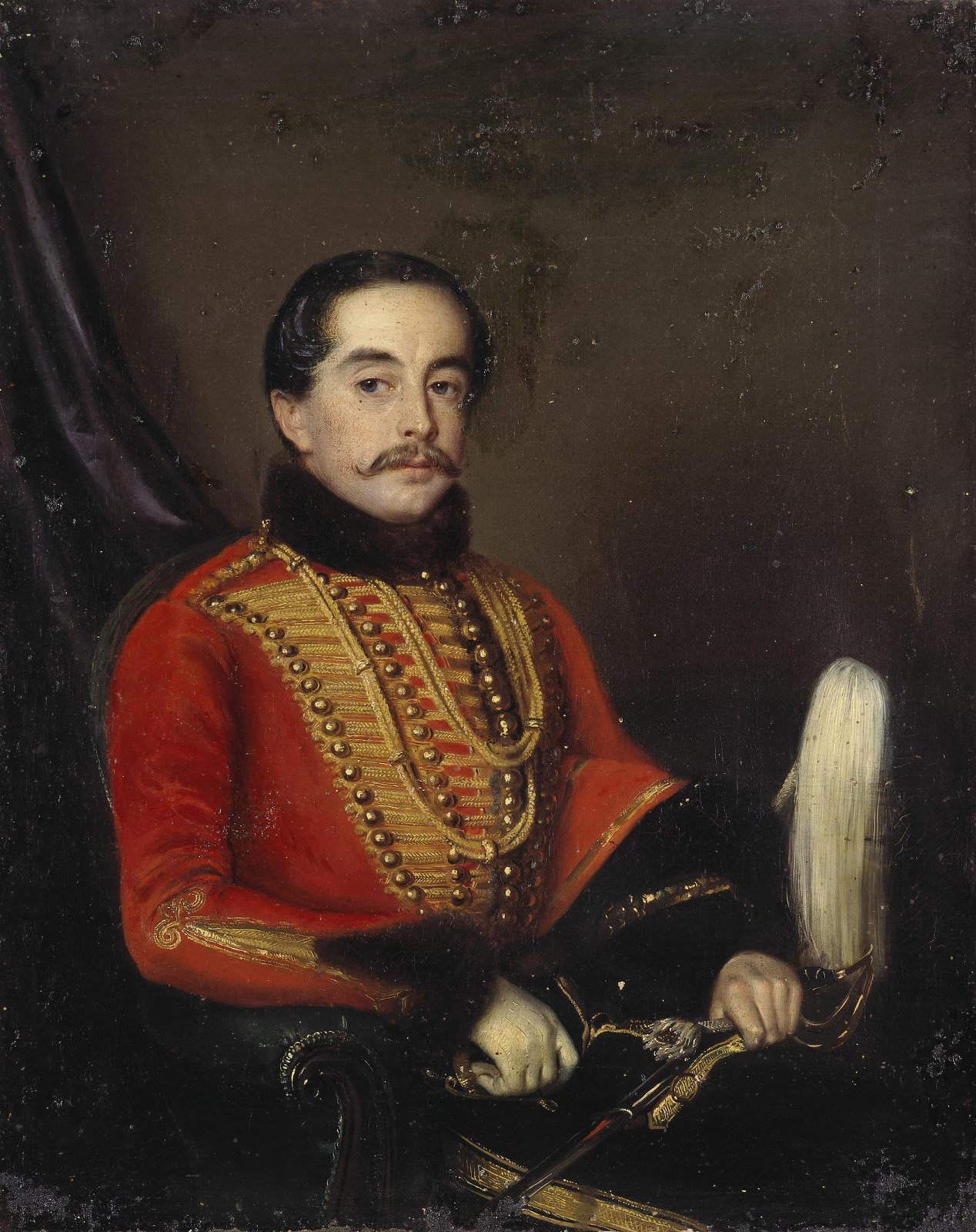
Портрет К.Н. Манзея в форме штаб-ротмистра лейб-гвардии Гусарского полка. Неизвестный художник, 1848 г.
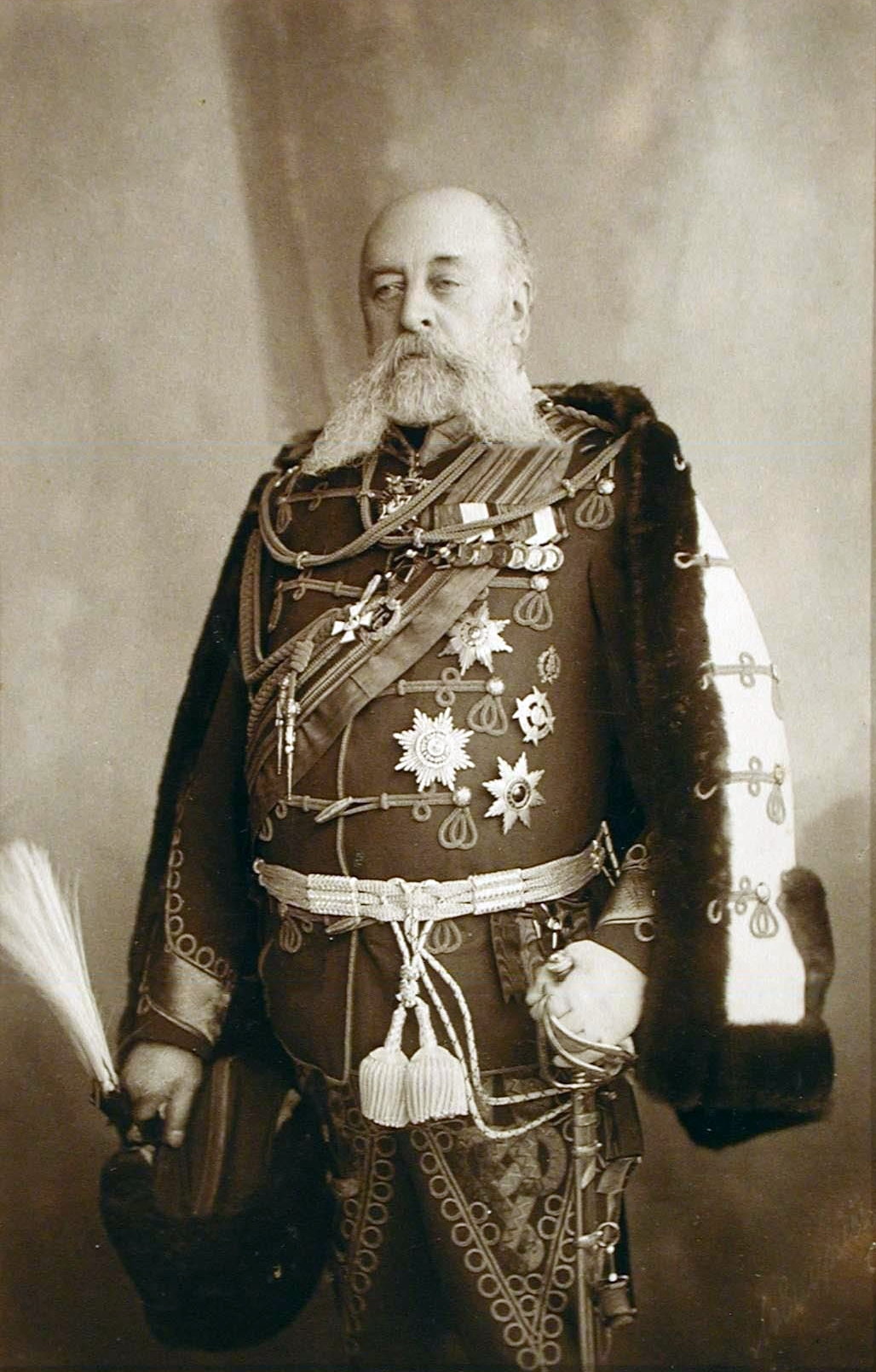
Фото К.Н. Манзея, 1882-1894 гг.